# Dieter Kurrat
Dieter Kurrat (Dortmund, 15 maggio 1942 – Holzwickede, 26 ottobre 2016) è stato un calciatore tedesco, di ruolo centrocampista.

## Palmarès

### Competizioni nazionali
- Campionato tedesco: 1

Borussia Dortmund: 1962-1963
- Coppa di Germania: 1

Borussia Dortmund: 1964-1965

### Competizioni internazionali
- Coppa delle Coppe: 1

Borussia Dortmund: 1965-1966